# إيدرسون هونوراتو كامبوس
إديرسون هونوراتو كامبوس (13 يناير 1985 في بارابوا) الشهير باسم إديرسون ، لاعب كرة قدم برازيلي يلعب حاليا في نادي ليون الفرنسي في خط الوسط .

## المسيرة الرياضية
بدأ مسيرته الرياضية في نادي الدرجة الثانية البرازيلي ر.س. ثم انضم إلى نادي الدرجة الأولى يوفنتود . قرر خوض المغامرة الأوروبية بالانضمام إلى صفوف نادي نيس الفرنسي الذي يشارك في بطولة دوري الدرجة الأولى .
في يناير 2008 وافق إديرسون على الانضمام إلى نادي ليون مقابل 15 مليون يورو بعدما رفض عروض مغرية من أندية أوروبية كبيرة مثل مانشستر يونايتد الإنجليزي وريال مدريد الإسباني . وتمت إعارته مجددا إلى نادي نيس من أجل إكمال الموسم ومن ثم انضم رسميا إلى حامل لقب بطولة دوري الدرجة الأولى لسبع مواسم متتالية في يونيو 2008 .
على مستوى منتخب البرازيل فقد ساهم في تحقيق بطولة كأس العالم للناشئين تحت 17 سنة التي أقيمت في فنلندا سنة 2003 . وسجل خلال هذه البطولة هدفين في مرمى منتخب البرتغال في دور المجموعات وفي مرمى منتخب الولايات المتحدة في الدور الربع النهائي .

## روابط خارجية
- إيدرسون هونوراتو كامبوس على موقع الاتحاد الأوربي (الإنجليزية)
- إيدرسون هونوراتو كامبوس على موقع رابطة كرة القدم الفرنسية للمحترفين (الإنجليزية)
- إيدرسون هونوراتو كامبوس على موقع إي إس بي إن إف سي (الإنجليزية)
- إيدرسون هونوراتو كامبوس على موقع قاعدة بيانات كرة القدم.إي يو (الإنجليزية)
- إيدرسون هونوراتو كامبوس على موقع ليكيب (الفرنسية)
- إيدرسون هونوراتو كامبوس على موقع ناشيونال فوتبول تيمز (الإنجليزية)
- إيدرسون هونوراتو كامبوس على موقع Soccerway.com (الإنجليزية)
- إيدرسون هونوراتو كامبوس على موقع عالم كرة القدم.نت (الإنجليزية)
- إيدرسون هونوراتو كامبوس على موقع AS.com (الإسبانية)